# Philodendron dolichophyllum
Philodendron dolichophyllum är en kallaväxtart som beskrevs av Thomas Bernard Croat. Philodendron dolichophyllum ingår i släktet Philodendron och familjen kallaväxter.
Artens utbredningsområde är Panamá. Inga underarter finns listade.